# 중력파 배경
중력파 배경 (또한 GWB 및 확률적 배경 )은 우주 전체를 관통하는 중력파의 무작위적 배경이며, 펄사 타이밍 배열(pulsar timing array)들과 같은 중력파 실험으로 검출할 수 있다. 이 신호는 초기 우주의 확률적 과정처럼 본질적으로 무작위일 수도 있고, 초대질량 블랙홀 쌍성들처럼 분해되지 않는 약한 독립적 중력파 파원들에 의한 결맞지 않은 중첩으로 생성될 수도 있다. 중력파 배경을 감지하면, 가상의 고대 초대질량 블랙홀 쌍성들과 같은 천체 물리학 파원 모집단, 그리고 가상의 원시 급팽창 및 우주끈들과 같이 초기 우주 과정에 대해서 다른 수단으로는 접근할 수 없는 정보를 줄 수 있다.

## 확률적 배경의 소스
그 배경에 대한 파원으로 가능한 것으로는 여러 관심 주파수 대역에 걸쳐 가설로 설정되어 있는데, 각 파원은 서로 다른 통계적 특성들을 가진 배경을 생성한다. 확률적 배경의 파원들은 크게 우주론적 파원과 천체물리학적 파원의 두 가지 범주로 나눌 수 있다.

### 우주론적 파원
우주론적 배경은 여러가지의 초기 우주의 파원으로부터 발생될 수 있다. 이러한 원시적 파원들의 몇 가지 예로는, 초기 우주에서 시간에 따라 변하는 급팽창적  스칼라 장들, 인플라톤 입자들에서 일반 물질로의 에너지 전달을 포함하는 급팽창 후의 "예열" 메커니즘들, 초기 우주의 우주론적 위상 전이(예: 전기약 위상 전이), 우주 끈들 등이 있다. 이러한 파원들은 상당히 가설적이지만, 그들로부터 어떤 원시 중력파 배경을 감지는 새로운 물리학의 한 주요 발견이 될 것이며 또한 초기 우주론과 고에너지 물리학에 한 엄청난 영향이 미치게 될 가능성이 있다.

### 천체물리학적 파원
일부 천체물리학적 중력파 배경은 다수의 약하고, 독립적이며, 또한 분해되지 않는 천체물리학적 파원들에 의하여 결합된 잡음에 의해 생성된다. 예를 들어 항성 질량 쌍성 블랙홀 병합으로부터의 천체물리학적 중력파 배경은 현재 세대의 지상 기반 중력파 탐지기들의 확률론적 배경의 핵심 파원이 될 것으로 예상된다. LIGO 와 VIRGO 간섭계 감지기는 이미 그러한 블랙홀의 병합에서 개별적인 중력파 사건들을 감지했다. 그렇지만, 탐지기에서 무작위로 나타나는 어떤 잡음을 생성하는, 개별적으로 분해할 수 없는 대규모 집단의 합병들도 있을 것이다. 개별적으로 분해할 수 없는 다른 천체 물리학적 파원들도 또한 중력파 배경을 형성할 수 있다. 예를 들어, 항성 진화의 마지막 단계에서 충분히 무거운 별이 붕괴하여 블랙홀이나 중성자별이 형성될 것인데데―폭발적인 초신성 사건의 마지막 순간의 급속한 붕괴에서 이러한 형성이 이루어질 수 있으며 이론적으로 이때 중력파가 방출될 수 있다. 또한, 고속으로 회전하는 중성자별들에는 중력파의 방출로 인해 발생하는 모든 종류의 불안정성들이 있다.
광원들의 특성은 신호의 민감한 주파수 대역에 따라서도 달라진다. LIGO 및 VIRGO 간섭계와 같은 현세대의 지상 기반 실험들은 약 10 헤르츠 ~ 1000 헤르츠의 오디오 주파수 대역에서 민감하게 작동한다. 이 대역에서 확률론적 중력파 배경의 가장 가능성이 소스는 쌍성 중성자별과 항성 질량 쌍성 블랙홀 병합에서 나오는 천체물리학적 배경일 것이다.
다른 관측 수단으로는 펄사 타이밍 배열(PTA)를 사용하는 방법이 있다. 세 개의 컨소시엄들―유럽 펄사 타이밍 배열(EPTA), 북미 중력파 나노헤르츠 관측소(NANOGrav) 및 파크스 펄사 타이밍 배열(PPTA)―은 국제 펄사 타이밍 배열로서 협력하고 있다. 이들은 전파 망원경을 사용하여 나노헤르츠에서 100나노헤르츠 범위의 낮은 주파수로 중력파에 민감한 은하 규모의 검출기를 형성하는 밀리초 펄사 배열을 감시한다. 기존의 망원경으로는, 한 신호를 감지하는 데 수년간의 관측이 필요하고 또한 검출기 감도는 점차 향상된다. 이들의 감도 한계는 천체 물리학 파원에 대해 예상되는 것들에 근접하고 있다.
질량이 105-109 태양질량인 초대질량 블랙홀들은 은하들 중심에서 발견된다. 초대질량 블랙홀들과 은하들 중 어느 것이 먼저 왔는지, 또는 어떻게 진화했는지는 알려져 있지 않다. 은하들이 병합될 때 중앙의 초질량 블랙홀도 병합될 것으로 예상된다. 이 초대질량 쌍성들에 의해서 가장 큰 저주파 중력파 신호들이 생성될 수 있다; 가장 거대한 것은 나노 헤르츠 중력파 배경의 잠재적 파원인데, 이것은 원칙적으로 PTA들에 의해서 감지될 수 있다.

## 탐지

나노그래브(2023년)로 관측된 펄사들과 펄사들 간 각도 분리 사이의 상관관계의 플롯, 여기서는 한 이론적 헬링스-다운 모형(보라색 점선)과 중력파 배경이 없는 경우(녹색 실선)가 비교된다..

2016년 2월 11일, LIGO와 VIRGO 간섭계의 공동 연구팀은 2015년 9월에 발생한 최초의 중력파 직접 탐지 및 관측을 발표했다. 이 경우에서는, 두 개의 블랙홀이 충돌하여 검출 가능한 중력파를 생성했다. 이것은 한 중력파 배경(GWB)의 잠재적 탐지를 위한 첫 번째 단계이다.
2023년 6월 28일, 북미 나노헤르츠 중력파 관측소 공동 연구팀은 밀리초 펄사들의 한 배열로부터 관측 데이터를 사용하는 중력파 재경(GWB)에 대한 증거를 발표했다.  EPTA, 파크스 천문대 및 중국 펄사 타이밍 배열(Chinese Pulsar Timing Array, CPTA)들의 관측들도 또한 같은 날 발표되어, 서로 다른 망원경들과 분석 방법들을 사용하여 GWB의 증거를 교차 검증을 제공했다. 이러한 관측들은 이론적 헬링스-다운 곡선, 즉,  하늘에서 각도 분리의 한 함수로서 두 펄사들 사이의 사극성 상관 관계의 최초의 측정을 제공했는데, 이것은 관측 된 배경의 중력파 기원의 한 숨길 수 없는 신호이다. 초대질량 블랙홀들의 쌍성들이 주요 후보들이기는 하지만. 이 중력파 배경의 파원들은 추가 관측들과 분석이 없이는 확인될 수 없다.

## 같이 보기
- 우주 배경 복사(
Cosmic background radiatio)
- 우주 마이크로파 배경
- 우주 중성미자 배경
- 중력파천문학